# أشلي ناثانيل-جورج
أشلي ناثانيل-جورج (بالإنجليزية: Ashley Nathaniel-George)‏ هو لاعب كرة قدم بريطاني في مركز نصف الجناح، ولد في 14 يونيو 1995 في لندن في المملكة المتحدة. لعب مع نادي واتفورد.

## وصلات خارجية
- أشلي ناثانيل-جورج على موقع قاعدة بيانات كرة القدم.إي يو (الإنجليزية)
- أشلي ناثانيل-جورج على موقع ناشيونال فوتبول تيمز (الإنجليزية)
- أشلي ناثانيل-جورج على موقع Soccerway.com (الإنجليزية)
- أشلي ناثانيل-جورج على موقع عالم كرة القدم.نت (الإنجليزية)